# Revista de la Prensa
Die Revista de la Prensa ist eine Zeitung für alle, die Spanisch lernen und unterrichten.
Sie gehört zu den Sprachzeitungen des Bremer Verlags Carl Ed. Schünemann KG. Seit 1990 erscheint die Zeitung einmal im Monat, zunächst in der Eilers & Schünemann Verlag KG, die 2008 mit dem Schünemann Verlag fusioniert ist.
Die Revista de la Prensa enthält Originalartikel aus der spanischen Presse und bietet eine Auswahl von aktuellen Beiträgen aus Gesellschaft und Kultur, Politik und Wirtschaft, Technik und Umwelt sowie Freizeit. In jeder Ausgabe finden sich außerdem ein bis zwei Seiten mit leichten Artikeln, die von Muttersprachlern verfasst werden.
Berichtet wird sowohl über Spanien als auch über Lateinamerika. Inhaltlich werden spezifisch landeskundliche Ereignisse vermittelt, die in Spanien bzw. den spanischsprachigen Ländern Lateinamerikas von großem Interesse sind, in den deutschen Medien jedoch häufig nur am Rande bzw. gar nicht erwähnt werden.
Die Zeitung wendet sich insbesondere an Lernende der spanischen Sprache. Ausführliche Vokabelübersetzungen zu den einzelnen Zeitungsartikeln ermöglichen das Lesen der Beiträge – ohne Nachschlagen im Wörterbuch – auch für Spanischlernende mit weniger fortgeschrittenen Sprachkenntnissen.
Zu ausgewählten Artikeln aus der Zeitung gibt es ergänzendes Übungs- und Unterrichtsmaterial (Online-Service) auf der Homepage des Verlages. Dort findet man u. a. Übungen zu Leseverstehen, Wortschatz und Grammatik, die als Arbeitsblätter heruntergeladen werden können.
Ergänzend zu jeder Ausgabe Revista de la Prensa erscheinen einige der Artikel als Audio-mp3-Dateien zum Download. Zu jedem Hörtext gibt es Übungsmaterial, mit dem man sein Hörverstehen schulen kann.
Neben der Revista de la Prensa erscheinen im Schünemann Verlag: die  World and Press (englisch), die Business World and Press (Business Englisch), die Read On („easy English“ für weniger Fortgeschrittene), die Revue de la Presse (französisch), die Leggere l’Italia (italienisch) und die Presse und Sprache (Deutsch als Fremdsprache).